# Everybody's Doing It (film 1913 Kellino)
Everybody's Doing It è un cortometraggio muto del 1913 diretto da W.P. Kellino.

## Produzione
Il film fu prodotto dalla EcKo.

## Distribuzione
Distribuito dalla Cosmopolitan Films, il film - un cortometraggio di 123,44 metri - uscì nelle sale cinematografiche britanniche nel febbraio 1913.
Nel gennaio dello stesso anno, negli USA era uscito un altro Everybody's Doing It, diretto da Larry Trimble.